# Saltsjöbanan
Saltsjöbanan (ursprungligen Stockholm–Saltsjöns Järnväg – SSnJ) är en cirka 18,6 kilometer lång järnväg som går mellan Slussen i Stockholms innerstad och Saltsjöbaden i Nacka kommun med en sidolinje mellan Igelboda och Solsidan.  Banan har 18 stationer och hållplatser och trafikeras av Storstockholms Lokaltrafik (SL) med linjerna 25 och 26. 
På grund av arbeten med nya Slussen är Saltsjöbanan avstängd på sträckan mellan Slussen och Henriksdal från sommaren 2016. Den beräknas återöppnas 2028. Hela linjen var avstängd från januari 2023 till december 2024 och ersattes med bussar. Den 15 december 2024 återöppnades sträckorna Saltsjö-Järla–Saltsjöbaden och Igelboda-Solsidan.
En vanlig vintervardag görs 19 000 resor med Saltsjöbanan.
Följande stationer finns vid Saltsjöbanans linje 25: Slussen, Henriksdal, Sickla, Nacka, Saltsjö-Järla, Lillängen, Storängen, Saltsjö-Duvnäs, Östervik, Fisksätra, Igelboda, Neglinge, Ringvägen och Saltsjöbaden och vid linje 26: Igelboda, Tippen, Tattby, Erstaviksbadet och Solsidan.
Följande stationer är nedlagda: Stadsgården, Fåfängan, Dockans lastplats, Lännerstasundet, Vinterbrinken, Pålnäsviken och Dalaröbryggan. Vid Saltsjöbadens station fanns fram till 2004 även ett grenspår med stoppbock strax före den tidigare ändhållplatsen Dalaröbryggan. Spåret revs upp i samband med bygget av nya bostadshus.

## Historik

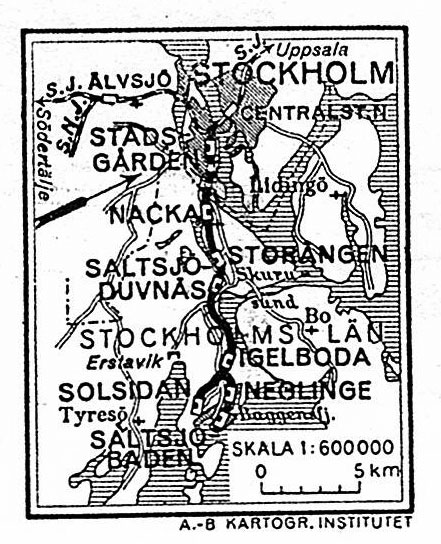
Karta 1926.

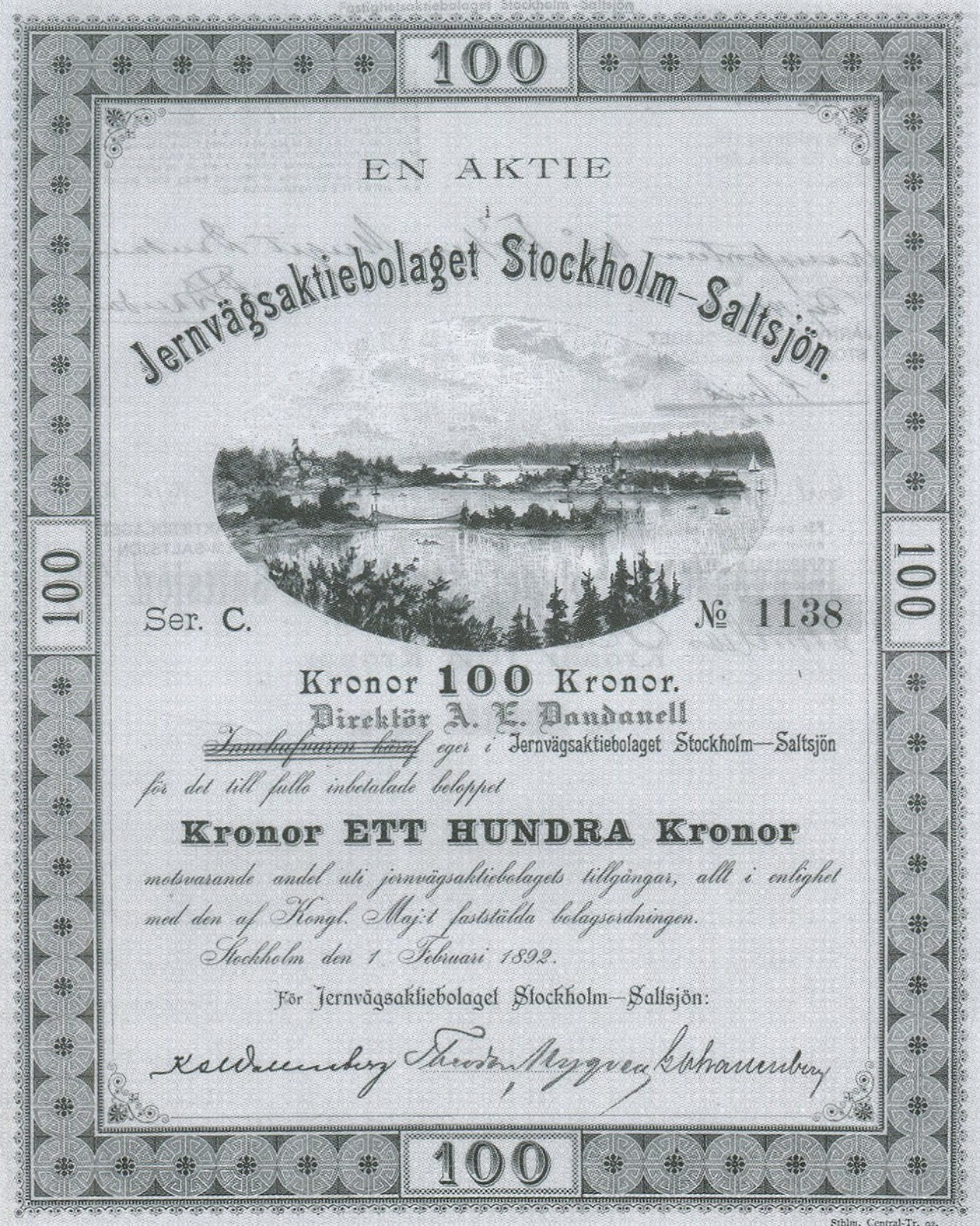
Aktie om 100 kronor för Järnvägsaktiebolaget Stockholm – Saltsjön från 1892.

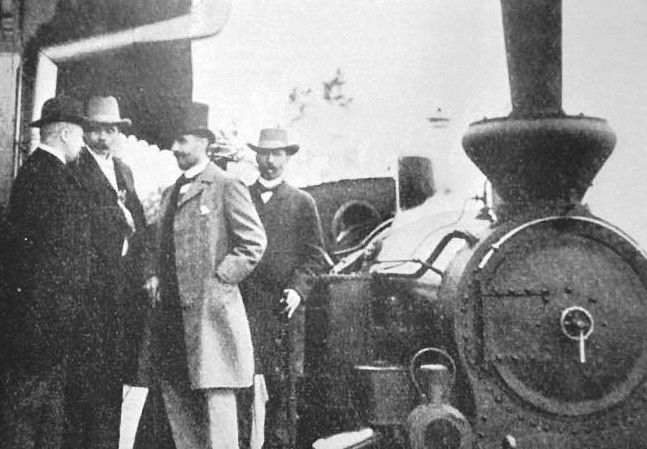
Invigningen den 1 juli 1893, lokomotiv från AB Atlas.

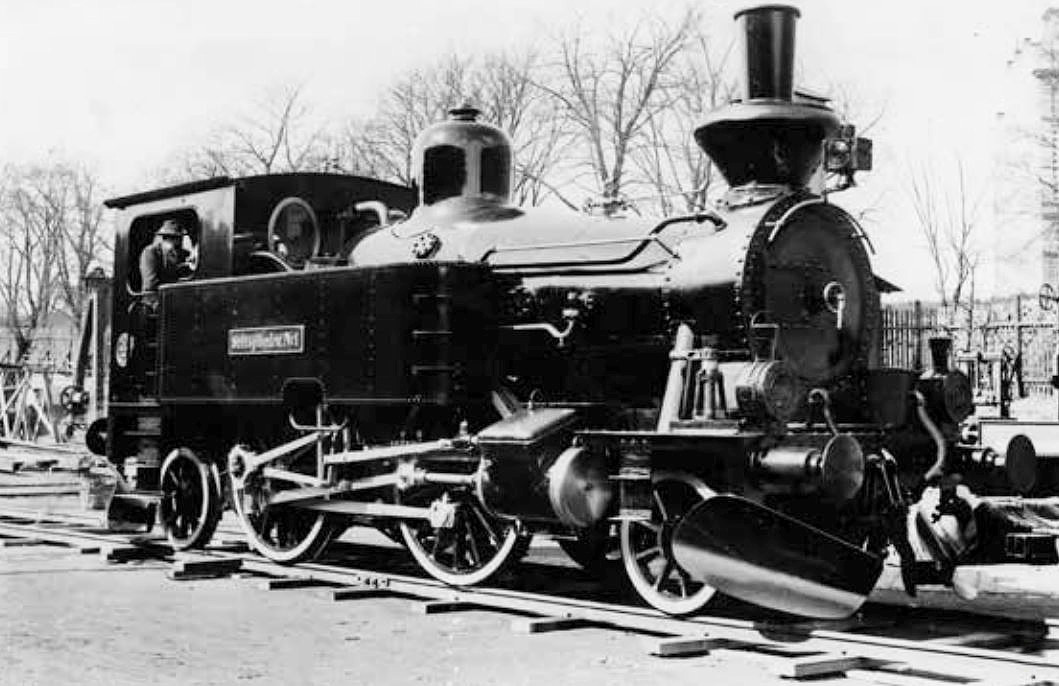
Ett lokomotiv byggt av AB Atlas för Saltsjöbanan.

### Järnvägs AB Stockholm-Saltsjön bildades
År 1891 bildades Järnvägs AB Stockholm – Saltsjön. Finansmannen K. A. Wallenberg (Knut Wallenberg), som var VD för Stockholms Enskilda Bank åren 1886-1911, blev ordförande i järnvägsaktiebolaget och hans halvbror Gustaf Wallenberg blev verkställande direktör. De första aktierna var undertecknade av K.A. Wallenberg, Gustaf Wallenberg och grosshandlaren Theodor Nygren. Den senare anses gav det avgörande tipset att anlägga en påkostad villa- och badort vid Baggensfjärden.

### Saltsjöbanans byggande
Banan tillkom i samband med byggandet av den nya villastaden Saltsjöbaden som K. A. Wallenberg ville göra till en exklusiv villa- och badort. Banbygget gick med rekordfart. Anläggningsarbetet hade påbörjats på tre platser samtidigt och tidvis uppgick arbetsstyrkan till närmare 1000 man.
Från Stadsgården skulle banan gå genom en cirka 650 m lång tunnel under Södermalm, och mellan Henriksdal och Sickla måste ytterligare en tunnel av ansenlig längd sprängas genom berget. Järnvägstunneln under Södermalm vid Stadsgården var landets längsta och kallades i folkmun för "Wallenbergs undergång". På grund av topografin var hela järnvägssträckan mycket svårforcerad. Till största delen fick järnvägen anläggas på bankar över vatten och genom skärningar i berg. Järnvägsbygget avslutades trots alla svårigheter på halva den beräknade tiden, närmare bestämt på sexton månader. Vid bygget utnyttjades de senaste tekniska uppfinningarna bland annat på bergsprängningens område. För själva banarbetet utnyttjades ett mycket stort antal rallare. År 1892 var kostnaderna uppe i 4,7 miljoner kronor. Wallenberg behövde satsa 900.000 kronor som han inte personligen hade och inte fick belasta Enskilda Banken med. Då lät han helt enkelt banken sätta in summan på ett sparkonto i en bank som Ernest Thiel hade startat, Stockholms Diskontobank. Ernest Thiel lånade i sin tur tillbaka samma summa till Wallenberg för placering i Saltsjöbadsprojektet, det vill säga att i praktiken fördes summan från Enskilda Bankens kassa till VD:s privata konto. Kostnaden per bankilometer uppgick till inte mindre än 171 800 kronor.

### Invigningen
Den 1 juli 1893 invigde kung Oscar II och drottning Sofia Stockholm-Saltsjöns Järnväg och samhället Saltsjöbaden. Då banan invigdes den 1 juli 1893 låg ändstationen vid Tegelviken, därifrån gick en ångslup till Karl XII:s torg i Kungsträdgården. Innan Stadsgårdstunneln var färdig 1893 transporterades de första järnvägsvagnarna på pråm från Atlas fabriker i Vasastaden till Dalaröbryggan och fördes upp på järnvägsspåret. Saltsjöbanan var nödvändig för att skapa enkla kommunikationer till och från Stockholm. Banan byggdes med 1 435 mm brett normalspår som även används på stambanorna. Arbetet med att bygga Saltsjöbanan gick med rekordfart. Arbetschefen Birger Stafsing tillträdde sin befattning den 1 juli 1891. Birger Stafsing var ingenjör vid statens järnvägsbyggnader 1881–1891 och han var arbetschef för anläggningen av Saltsjöbaden och Saltsjöbanan 1891–1894. Redan i juli två år senare, 1 juli 1893, kunde således bansträckan Tegelviken-Saltsjöbaden invigas. Saltsjöbanan öppnades för allmän trafik den 23 december 1893, det vill säga trafiken från Saltsjöbaden till Stadsgården. Stadsgårdstunneln var då Sveriges längsta järnvägstunnel med sina 643 meter. Vid Stadsgården fanns då bara en enkel stationsbyggnad med tak över plattformen.
Till en början var Tegelviken således ändstationen för Saltsjöbanan i Stockholm. Då var banans sträckning från Saltsjöbaden och fram till Fåfängan, eftersom Stadsgårdstunneln ännu inte var klar. Den långa tunneln under Erstaberget på Södermalm, Stadsgårdstunneln, stod klar i slutet av år 1893 och då fick Saltsjöbanan Stadsgården som slutstation istället. Ångsluparna trafikerade då sträckan Stadsgården-Karl XII:s torg. Stadsgården i Stockholm sträcker sig från Södermalms nordsida mellan Karl Johansslussen i väster och till Masthamnen i öster. Det är Stockholms Hamnars kajanläggningar mot Östersjön. Den äldre svenska benämningen på ett område för hamn- och varvsverksamhet är "gård", som syftar på "skeppsgård". Stadsgårdstunneln är Saltsjöbanans första av tre tunnlar. De andra är Henriksdalstunneln som är 337 meter lång och Tattbytunneln som är ca 125 m lång mellan hållplatserna Tattby och Erstaviksbadet. Båttrafiken upphörde dock 1936 då tågtrafiken utsträcktes till Slussen.

### Stationer längs banan
Följande stationer fanns längs banan 1893: Stadsgården, Fåfängan, Henriksdal, Sickla, Djurgården, Jerla (Saltsjö-Järla), Duvnäs, Lännerstasundet (ungefär mittemellan nuvarande Österviks och Fisksätra hållplatser), Neglinge, Ringvägen och Saltsjöbaden. Senare tillkom Nacka station, Storängens station, bägge 1904 och Lillängens station 1937. 1913 öppnades en ny bandel, grenbanan Igelboda-Solsidan, med Solsidans station som ändhållplats. Neglinge kom att bli knutpunkt för järnvägen, här byggdes lokstallar och reparationsverkstäder, Neglingedepån, där också banans vagnhall och trafikledning är placerad.
I det närliggande Igelboda lät järnvägsbolaget uppföra tjänstebostäder åt sina anställda. Det bestämdes att tågen skulle avgå varje hel timme och resan beräknades ta 40 minuter.
Fram till 1913 bedrevs trafiken med ångtåg, därefter elektrifierades banan, bland de första i Sverige. Den hade en i Sverige ovanlig spänning, 1 500 V likström, även om den blev vanlig i andra länder. På 1970-talet ändrades spänningen till 750 V (samma som tunnelbanan) i och med införandet av nya tåg av tunnelbanemodell.
Från början drevs banan av Järnvägs AB Stockholm–Saltsjön, med familjen Wallenberg i spetsen. Banan var redan från start mycket lönsam, bland annat genom den godstrafik som Wallenbergfamiljens företag i Nacka genererade, till exempel Atlas Diesel, de Lavals Ångturbin med flera. 
Banan slutade ursprungligen några hundra meter öster om Slussen där ett stationshus restes 1914 (numera känt som Sjömansinstitutets hus). I samband med utbyggnaden av den nuvarande Slussen-anläggningen godkände stadsfullmäktige 1935 en överenskommelse mellan staden och Saltsjöbanan om en förlängning av banan in till markplanet under Slussen, och 1936 flyttades slutstationen till sitt nuvarande läge.

### Stationshusen
Längs banan utformades stationshusen ganska enhetligt med nationalromantiskt inspirerad träpanel, spröjsade fönster, svarvade detaljer och stora ibland valmade tegeltäckta tak. Stationen i Saltsjöbaden gavs dock ett monumentalare utseende med svarvade pelare och tinnar och torn försedda med lökkupoler. Stationshuset började byggas på hösten 1891 och 1893 invigdes en magnifik stationsbyggnad. Även den lilla biljettkiosken och väntsalen vid Ringvägens hållplats gavs en speciell utformning med flera nationalromantiska detaljer.
Saltsjöbadens stationshus togs ur drift 1947, men revs först i början av 1950-talet. Därefter tog nya stationshuset "Röda stugan" i anspråk, en röd trälänga i två våningar med valmat sadeltak, som troligen uppfördes redan under 1900-talets första decennier. Stationsbyggnaden låg lite längre västerut än dagens station och finns inte längre kvar. Röda stugan innehåller idag bostäder i övre planet och restaurang och café Stationshuset. Själva hållplatsen för banan består bara av en perrong utan byggnad. Neglinge stationshus brann ner den 29 februari 1980 men ett nytt stationshus byggdes. Tattby stationshus brann ner 1975 och byggdes inte upp igen. De äldre stationshus som idag finns bevarande är vid Nacka station, Saltsjö-Järla, Lillängen (1930-tal), Storängens station, Saltsjö-Duvnäs, Igelboda, Ringvägen och Solsidan. Av dessa är Storängens och Saltsjö-Duvnäs stationer samt biljettkioskerna/väntkurerna vid Ringvägen, Lillängen och Saltsjö-Järla (1950-tal) de bäst bevarade.

### SL tog över driften 1969
År 1964 träffades den så kallade Hörjelöverenskommelsen om samordning av all lokal kollektivtrafik i Stockholms län, och från 1969 tog Stockholms läns landsting via det nya bolaget SL över driften.
Ursprungligen fanns spårförbindelse med stambanan vid Slussen i form av ett hamnspår. Men denna spårförbindelse bröts 1954 då stambanan drogs genom en ny tunnel genom Söders berg för att bereda plats för tunnelbanan mellan Slussen och Hötorget. Saltsjöbanan, och godsspåren vid Slussen, fick då en ny spårförbindelse med stambanan genom Industrispåret Södra station–Hammarbyhamnen–Stadsgården via Hammarbyhamnen och Skansbangården till Stockholms S. Denna förbindelse har dock inte använts på många år och är delvis överasfalterad. Den är idag inte framkomlig utan omfattande röjning av hinder. I praktiken är Saltsjöbanan således numera isolerad från övriga spårsystem och fordonstransporter till och från banan sker på vägnätet med hjälp av en specialiserad trailer kallad vagnbjörn.
Saltsjöbanans långa viadukt vid Tegelviken var från början kortare och hade en mera sydlig sträckning över Folkungagatan. Nuvarande viadukt kom till i slutet på 1970-talet samtidigt med Londonviaduktens nya sträckning. Tre av de ursprungliga bropelarna finns fortfarande kvar vid Folkungagatan.
Entreprenör för trafiken var Veolia Transport fram till 2012 när Arriva Sverige AB fick det senaste avtalet som gäller fram till i augusti 2020 med en möjlig förlängning till 2024..
Arriva Sverige AB bytte i samband med ägarbyte 1 juli 2022 namn till VR Sverige AB.
Den 15 december 2024 tog AB Stockholms Spårvägar över driften med ett tioårigt avtal.
2023 beslutade Nacka kommunfullmäktige om en upphöjning av Saltsjöbanan i Sickla. Kostaden uppskattas bli 1,2 miljarder kronor.

## Banan

### Tunnlar
Längs Saltsjöbanan finns tre tunnlar, dessa är (räknade från Stockholm):
- Stadsgårdstunneln, invigd 1893, längd 638 meter. Tunneln var när den byggdes Sveriges längsta.[22]
- Henriksdalstunneln, invigd 1893, längd 337 meter.
- Tattbytunneln (även kallad Erstavikstunneln), invigd 1913, längd 125 meter.

## Trafikering
| Linje   | Sträcka                         | Restid  | Längd   | Stationer |
| ------- | ------------------------------- | ------- | ------- | --------- |
| 25      | Slussen – Saltsjöbadens station | 30 min  | 16 km   | 14        |
| 26      | Igelboda – Solsidan             | 6 min   | 3 km    | 5         |
| Totalt: | Totalt:                         | Totalt: | 18,6 km | 18        |

Saltsjöbanan ingår i SL:s spårtrafiksystem och trafikeras av två olika linjer, från klockan 05 på morgonen till klockan 01 på natten. En längre linje går mellan Slussen och Saltsjöbaden, och en kortare går mellan Igelboda och Solsidan. Byte mellan de två linjerna sker över plattform vid Igelboda. Tågen stannar normalt vid alla mellanliggande stationer och går i regelbunden 20-minuterstrafik under dagtid på vardagar och vanligtvis även på kvällar och helger. I rusningstrafik går tågen i oregelbunden 15–20-minuterstrafik och vissa tåg är snabbtåg som endast stannar i Saltsjö-Järla och Sickla mellan Fisksätra och Henriksdal. 
Bandelarna är cirka 16 respektive 3 kilometer långa. Banan är till största delen enkelspårig vilket begränsar möjligheterna att köra tätare trafik.

## Fordon

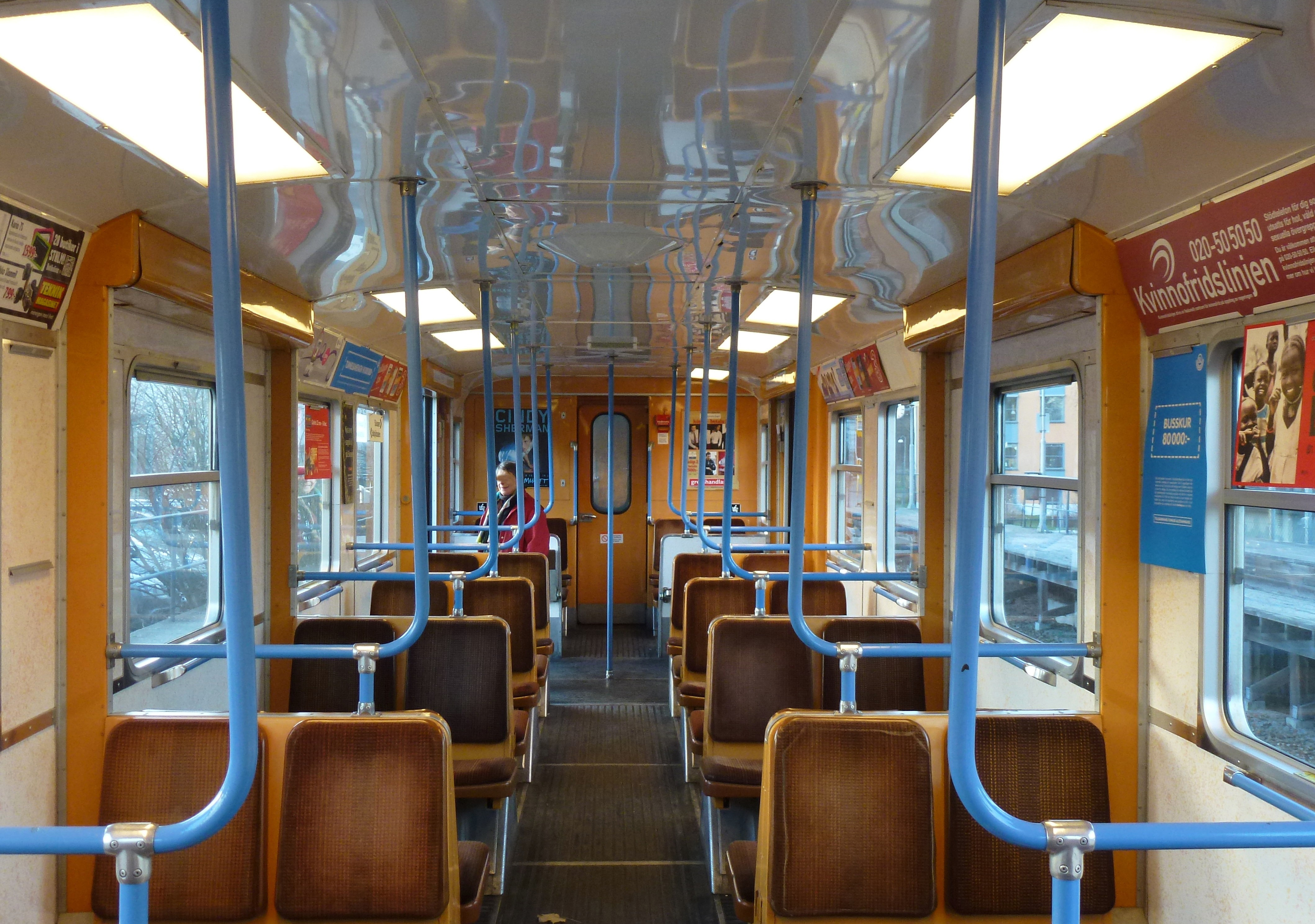
Vagninteriör, 2013.

### Reguljär trafik
De vagnar som används på Saltsjöbanan i dag är tvåvagns motorvagnssätt från 1975–1976 av typerna C10 – C11, baserade på typ C8 som gick i Stockholms tunnelbana, men anpassade för Saltsjöbanan. Bland annat slopades det mellersta dörrparet och ersattes med fönster och sittplatser. Utvändigt tillkom "kjolen" som en breddning mellan vagn och perrong.
Varje motorvagn består av två fast ihopkopplade vagnar, varav den ena med drivkraft (440 kW) och den andra utan drivning. Varje vagn har 72 sittplatser, och är 17,6 meter lång. Man kör tågsätt upp till sex vagnar hopkopplade (105 meter). Två av motorvagnsparen är ombyggda från tunnelbanevagn C8. En kort tid fanns även två motorvagnar litt C16, ombyggda från tunnelbanevagnar litt C6, som kunde användas ensamma eller i tåg med udda antal vagnar.

### Motorvagn 15 och manövervagn 22

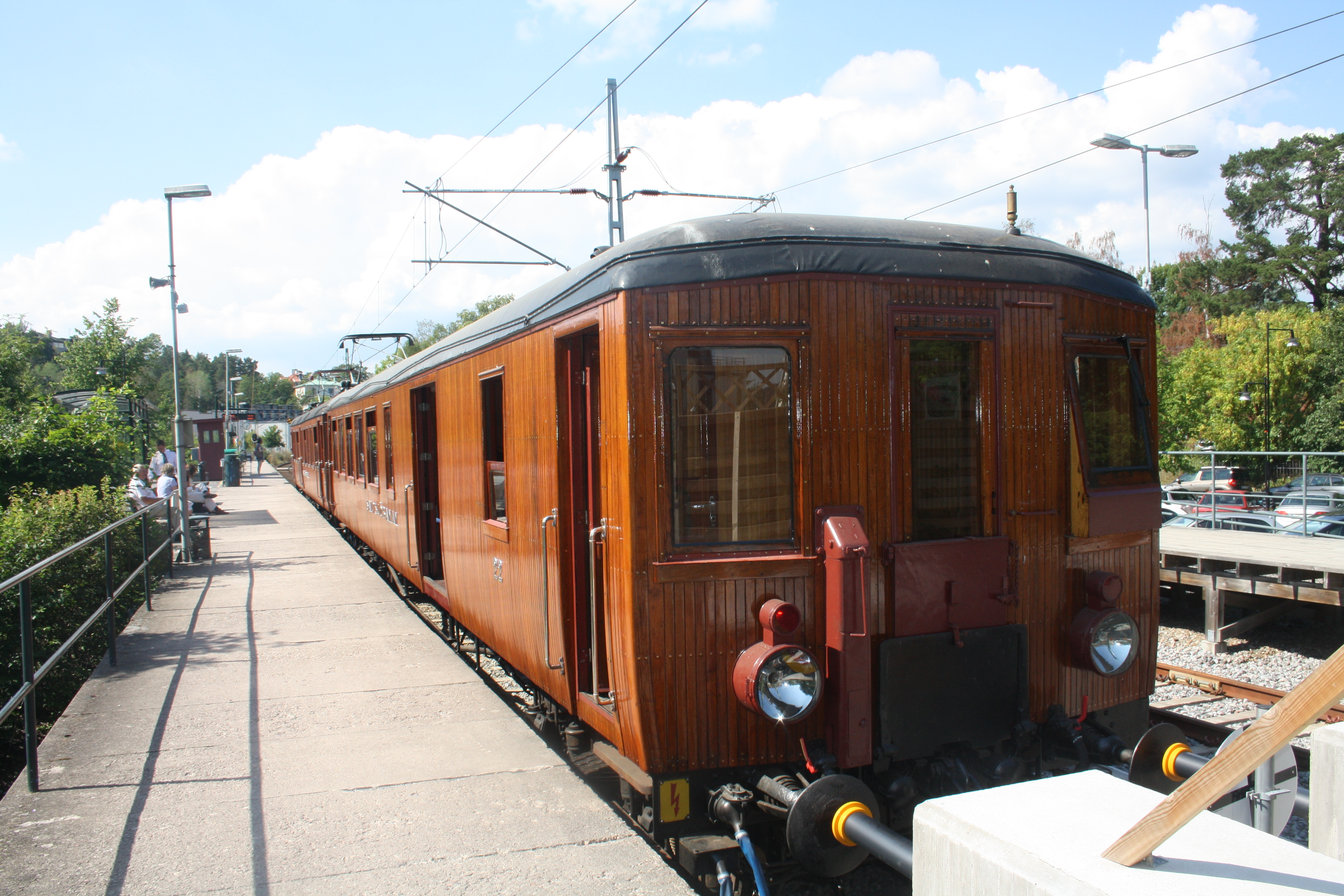
Motorvagn 15 och manövervagn 22

År 1976 byttes hela Saltsjöbanans vagnpark till de nuvarande vagnarna. En av de gamla vagnarna, kallad Motorvagn 15, skrotades dock inte. Vagnen tillverkades av ASEA 1913 och gick i reguljär trafik fram till 1976. Idag är den renoverad och går att hyra till olika evenemang. 
Bevarad finns även manövervagn 22, tillverkad av ASEA 1912. 
Vagnen stod klar till 18 maj 2013 – jämnt 100 år efter invigningen av banans elektrifiering. Vagnen är inredd för att användas som en ”eventvagn” för till exempel middagar, fester, företagsevent och olika publika aktiviteter.

### Ombyggnad av tunnelbanevagnar
För att förstärka trafiken på Saltsjöbanan samt för att fylla upp behovet som skapades av att man var tvungen att skrota det vagnpar som skadades svårt vid saltsjöbadsolyckan 2013 (se längre ner) så byggs ett antal parkopplade C6-vagnar från tunnelbanan om för trafik på Saltsjöbanan. Dessa byggs till motsvarande utförande som C10-C11. Ett motorvagnspar, nummer 2809-2810, har färdigställts och ytterligare ett par, nummer 2783-2784 är under ombyggnad. Inga ytterligare ombyggnader är ännu aktuella.
SL meddelade i februari 2024 att ytterligare 12 vagnar av modell C6 eller C14 sparas som för eventuellt utökat vagnsbehov eller reservdelar.

### Framtida fordon
Nya tåg med arbetsnamnet X25 är planerade att bli inköpta under andra halvan av 2020-talet, som kommer att delvis ersätta de nuvarande C10/C11 vagnarna, med hälften planerade till att skrotas. Tillsammans med en ny lyfthall i Neglingedepån samt ett förstärkt elnät så beräknas projektet att kosta omkring 1,36 miljarder kronor.

## Nutida bilder

### Banan och stationer

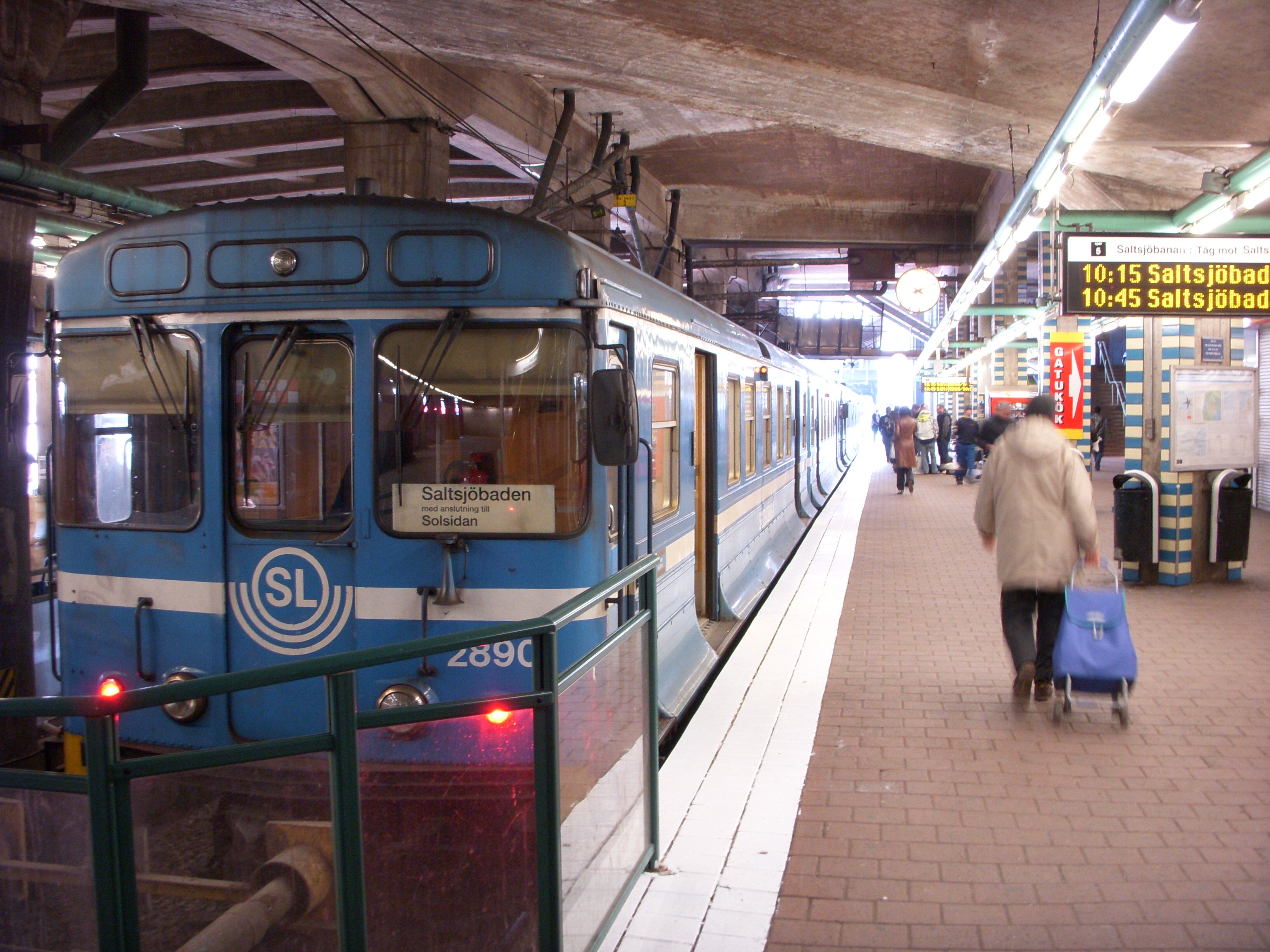
Station Slussen, 2009
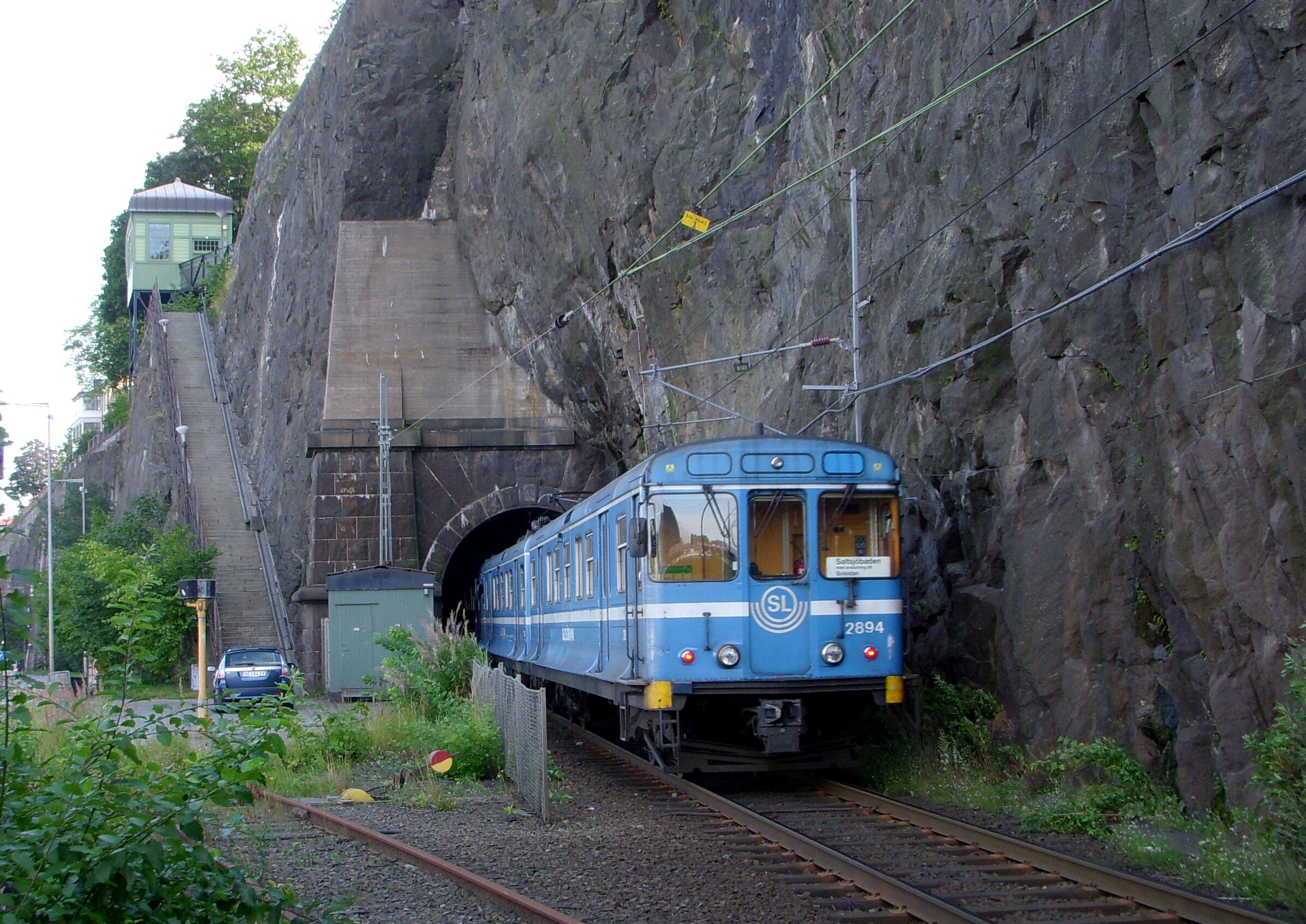
Passage genom Stadsgårdstunneln, 2009
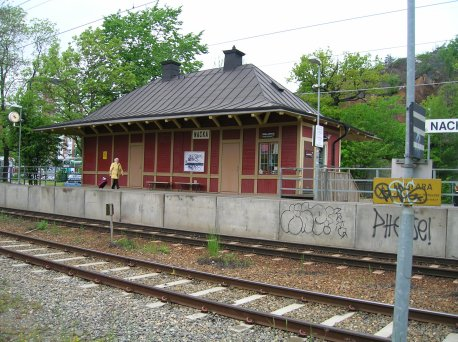
Nacka station (2005)
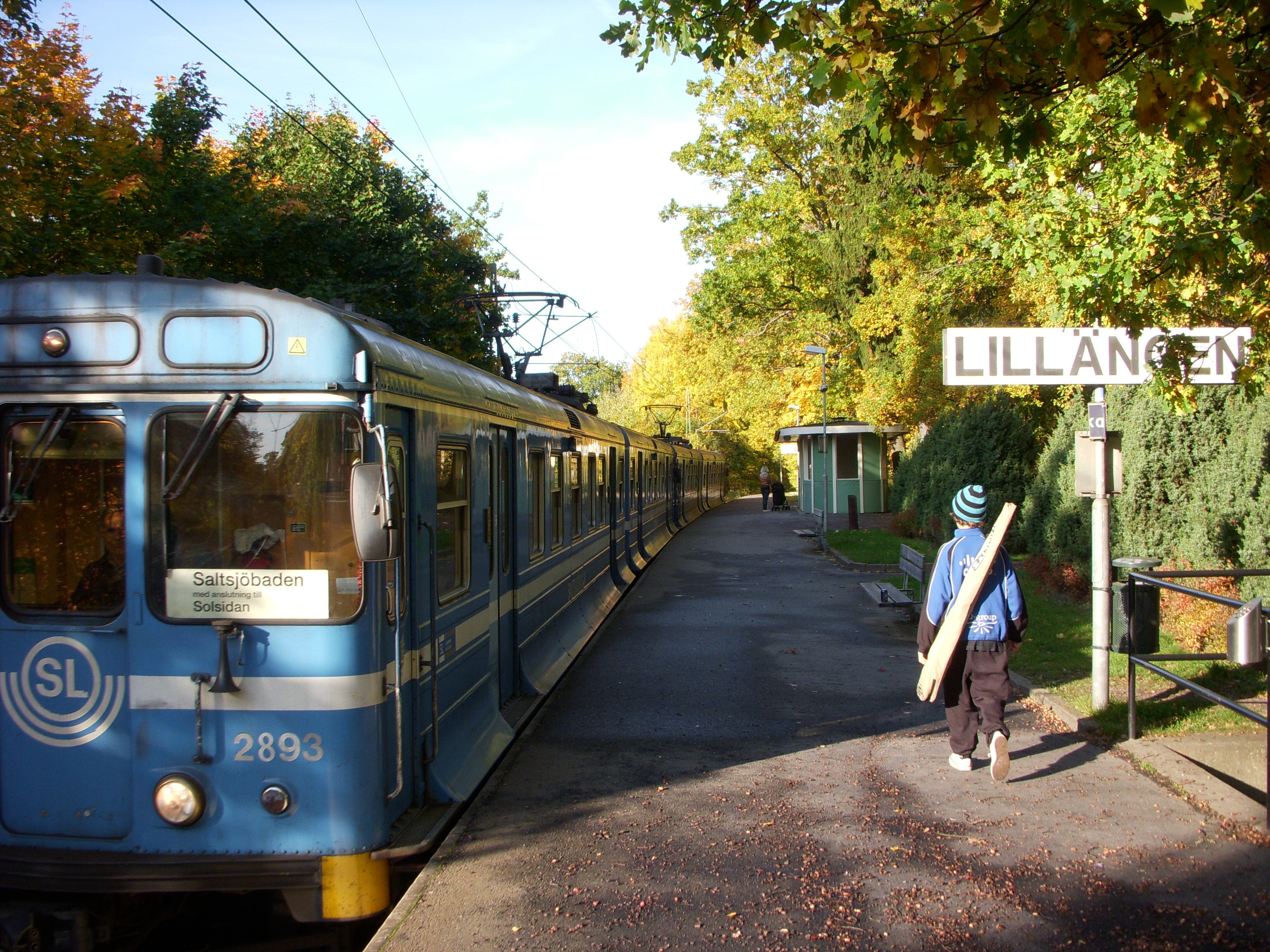
Lillängens station (2008)
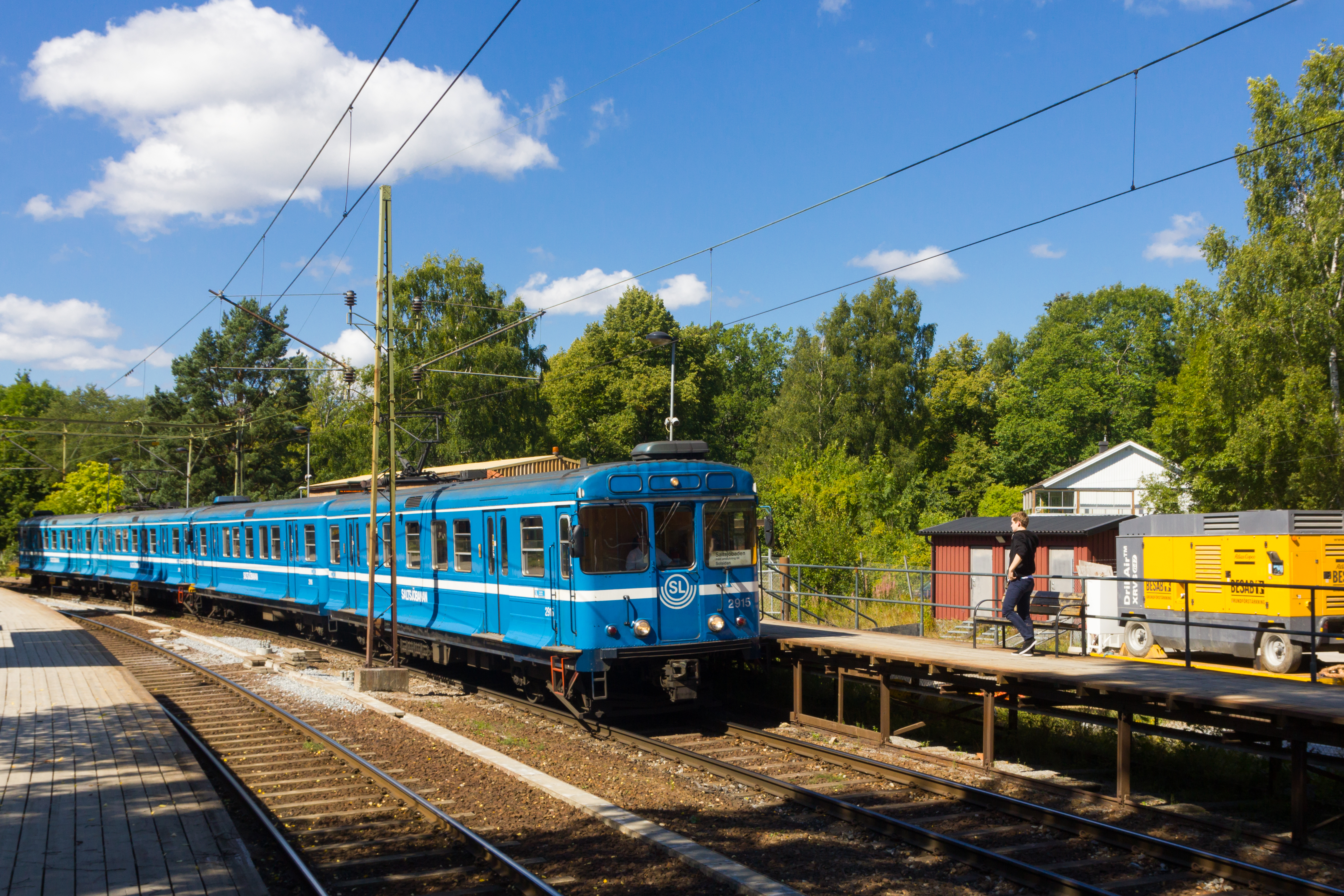
Storängens station (2015)
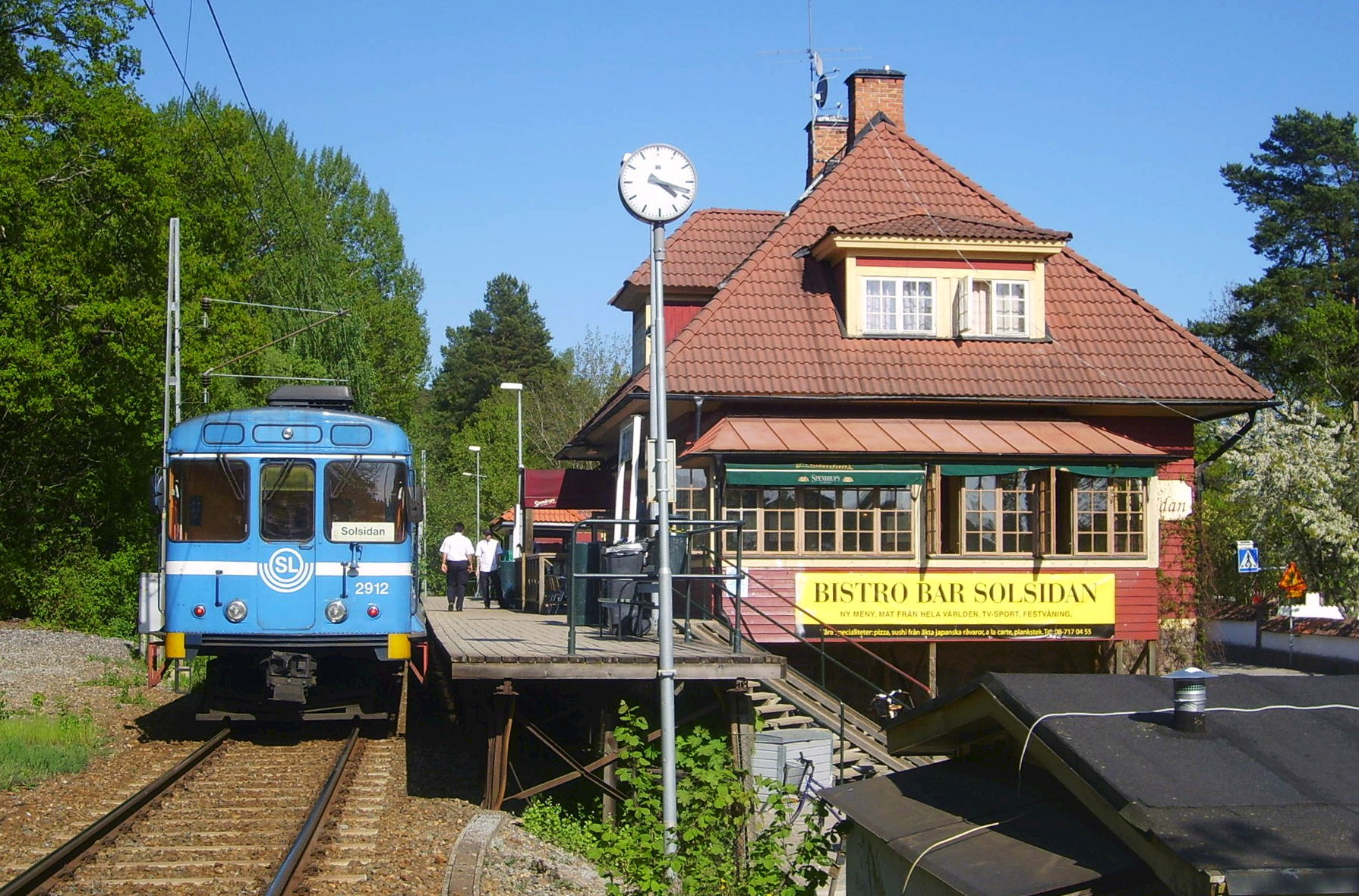
Saltsjöbanans ändstation Solsidan (2006)
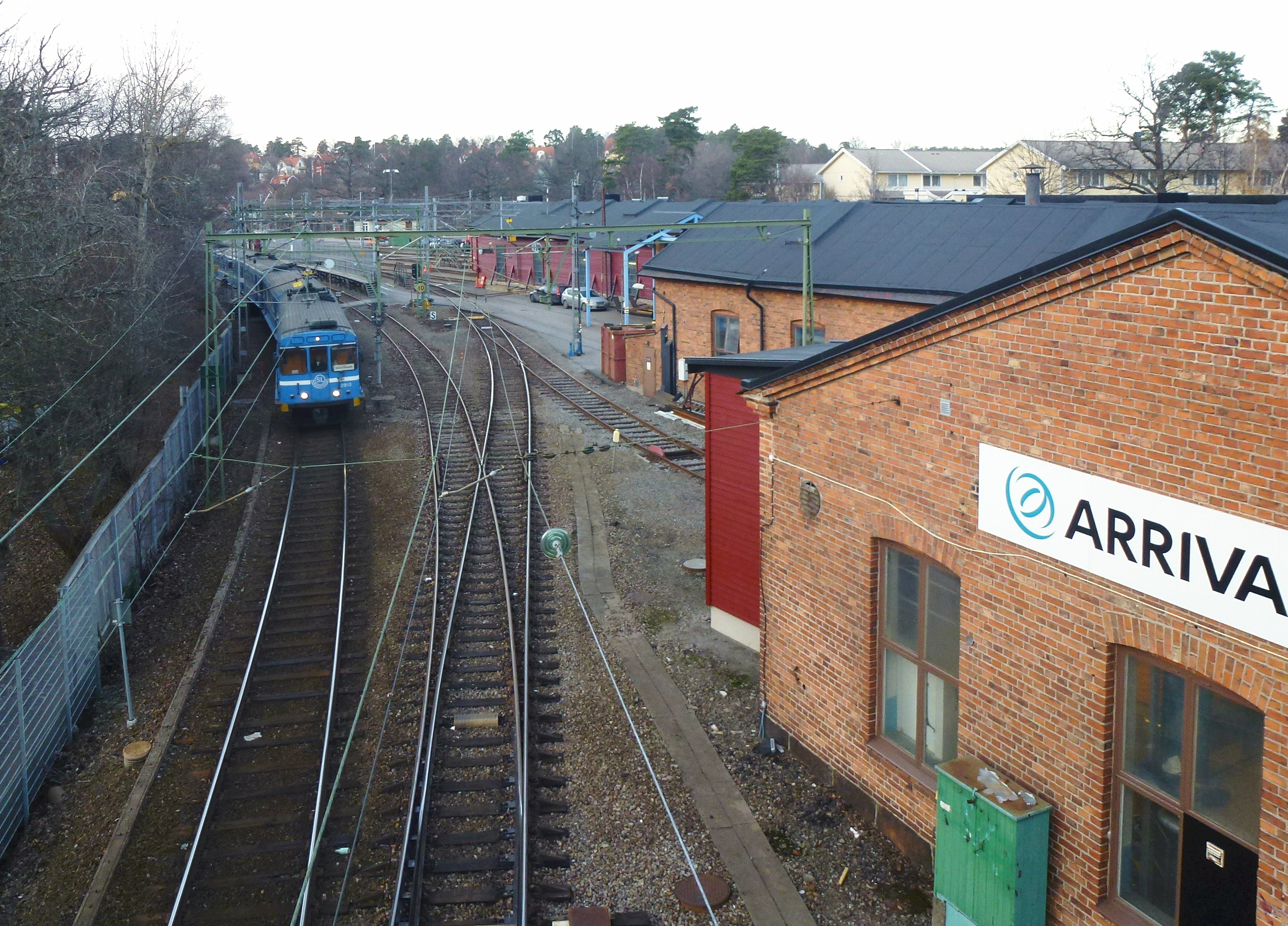
Neglingedepån (2013)
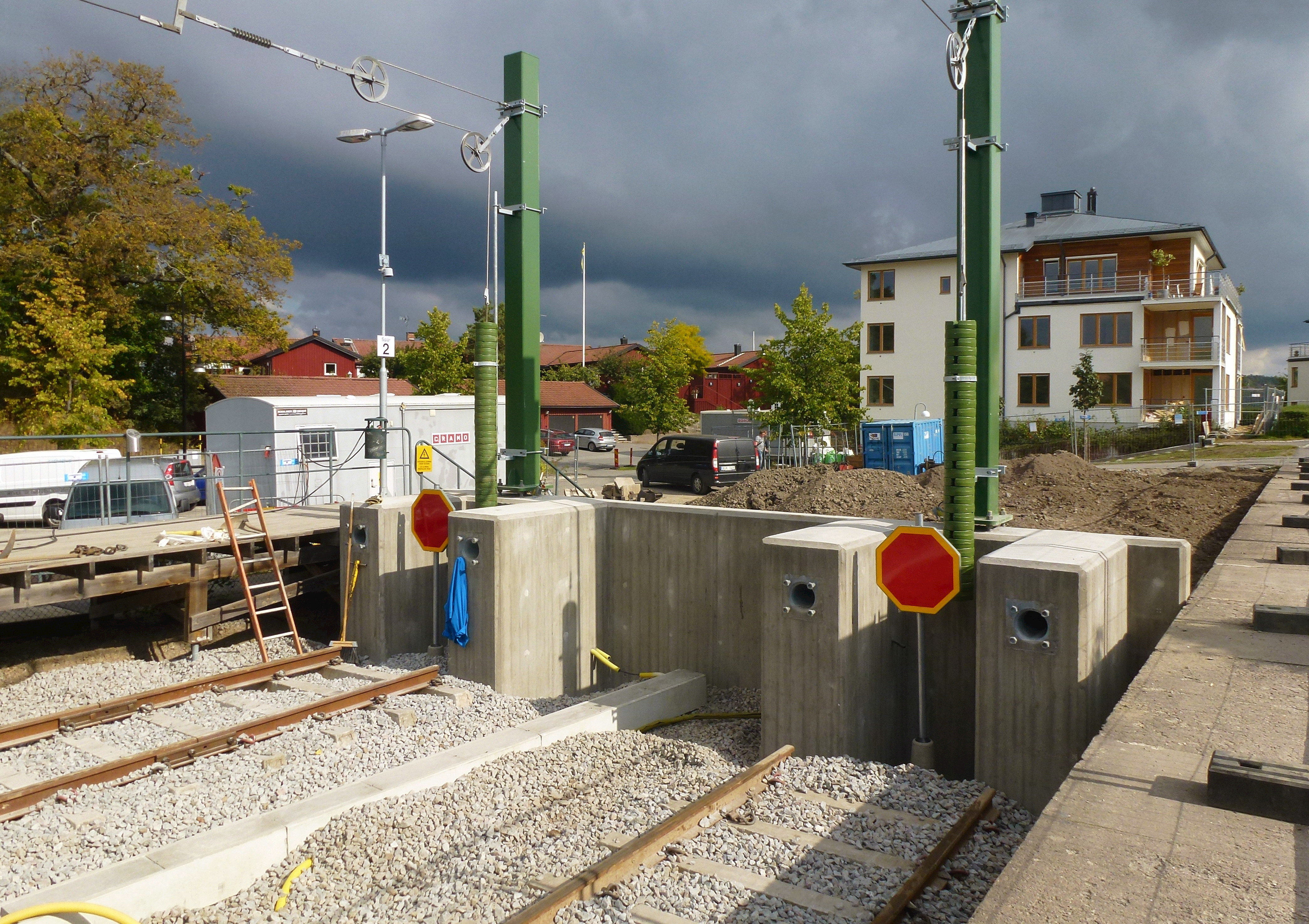
Ändstation och stoppbock i Saltsjöbaden (2013)

### Interiör och detaljer

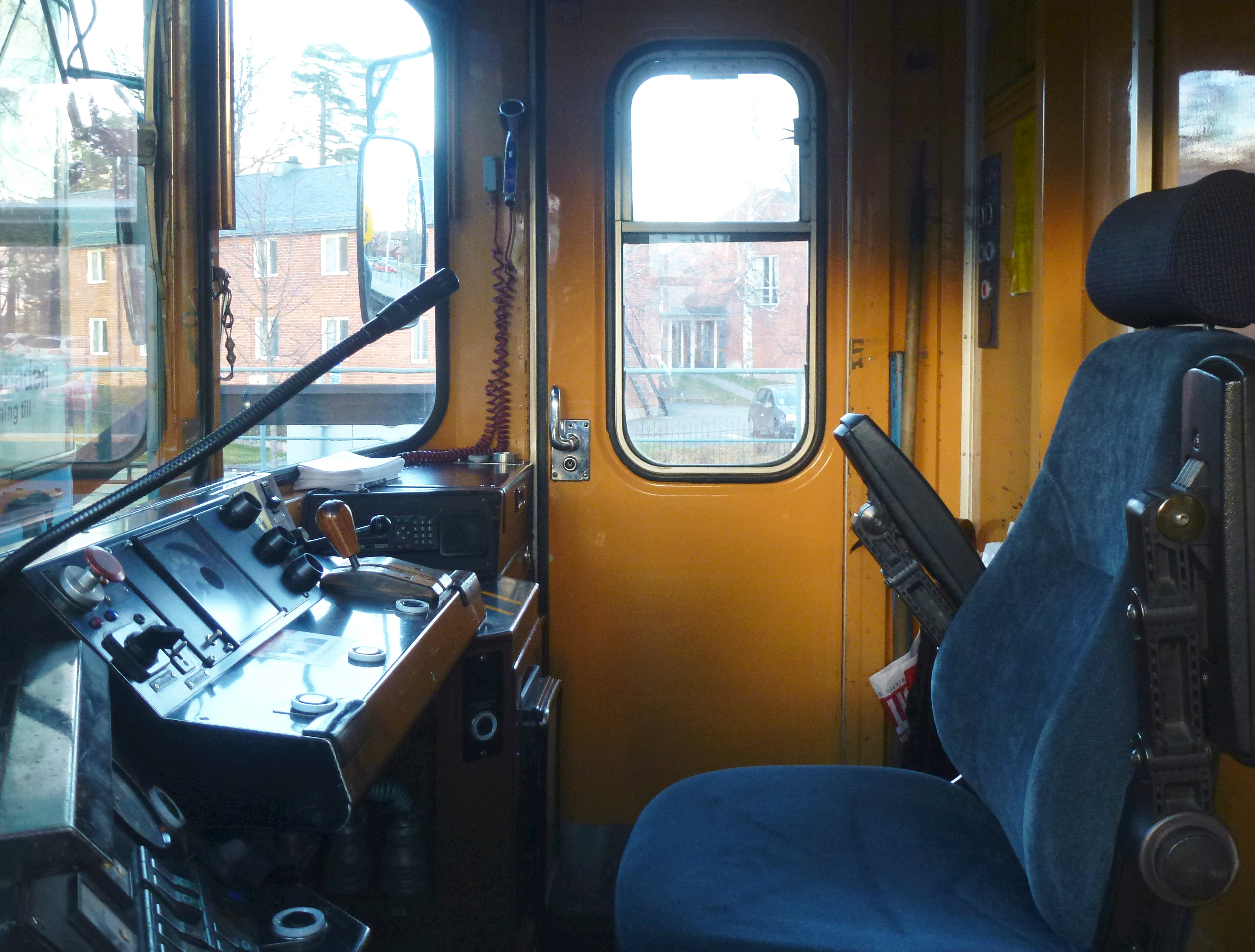
Förarplatsen
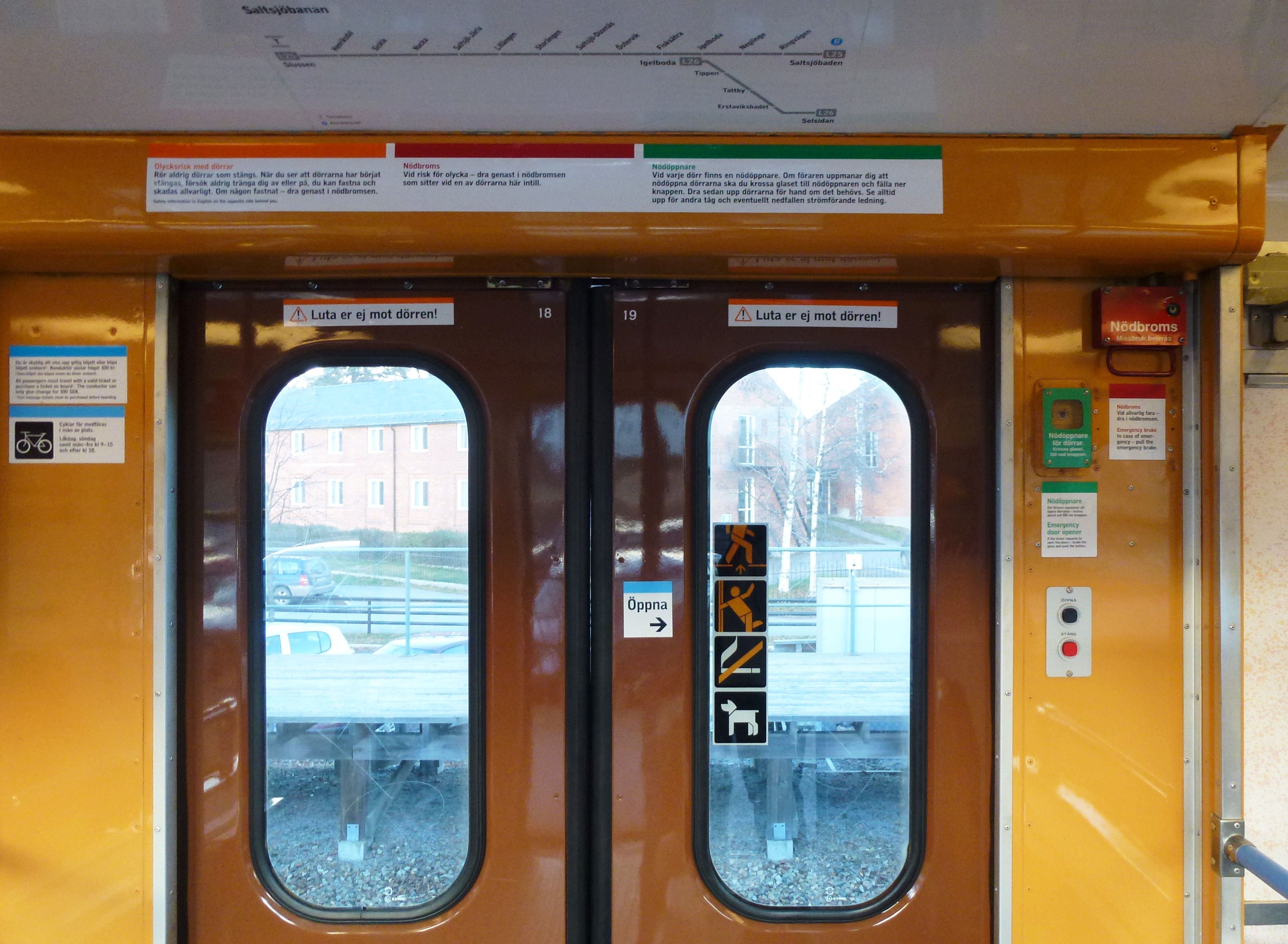
Dörrpar
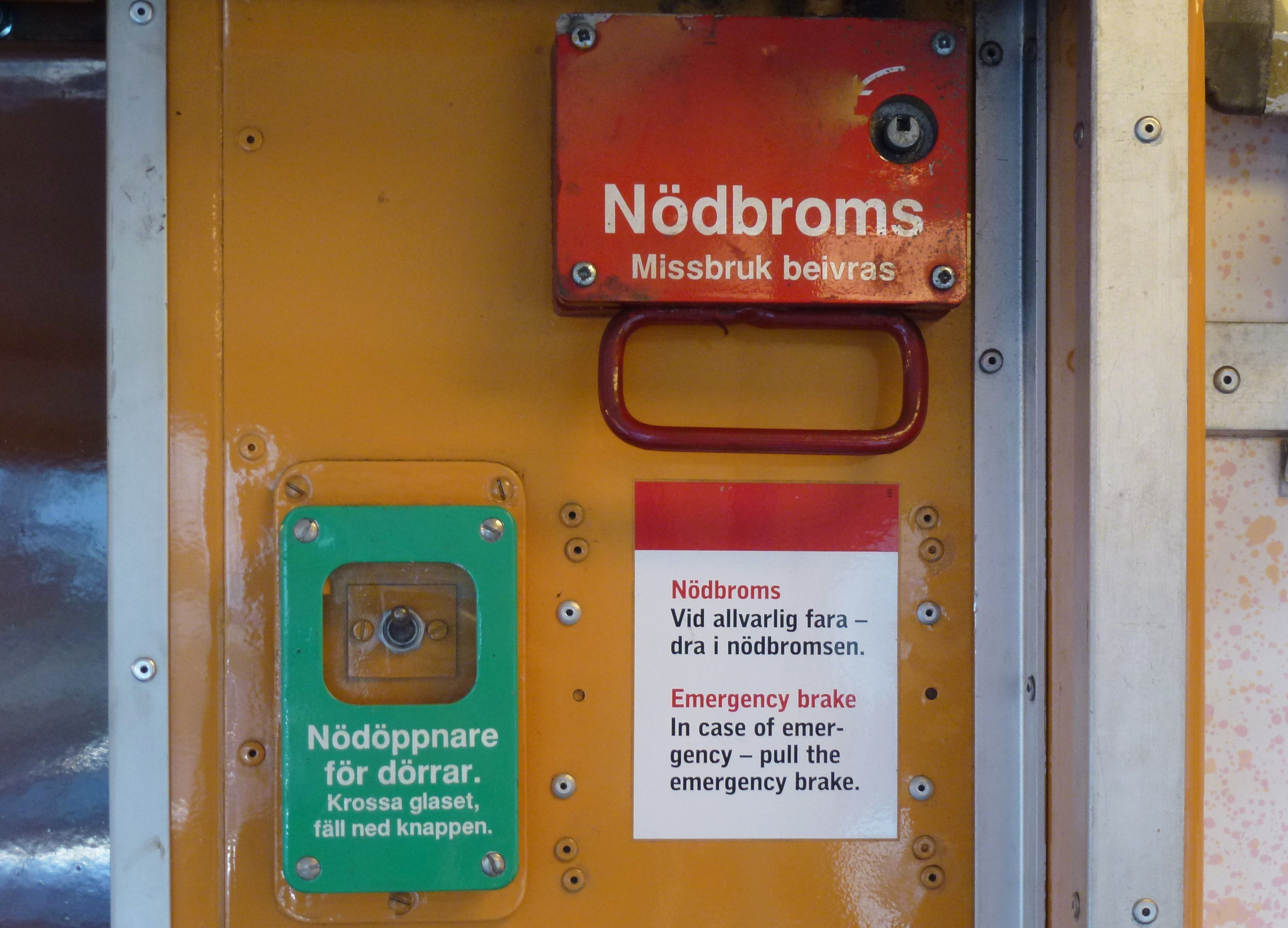
Nödbroms
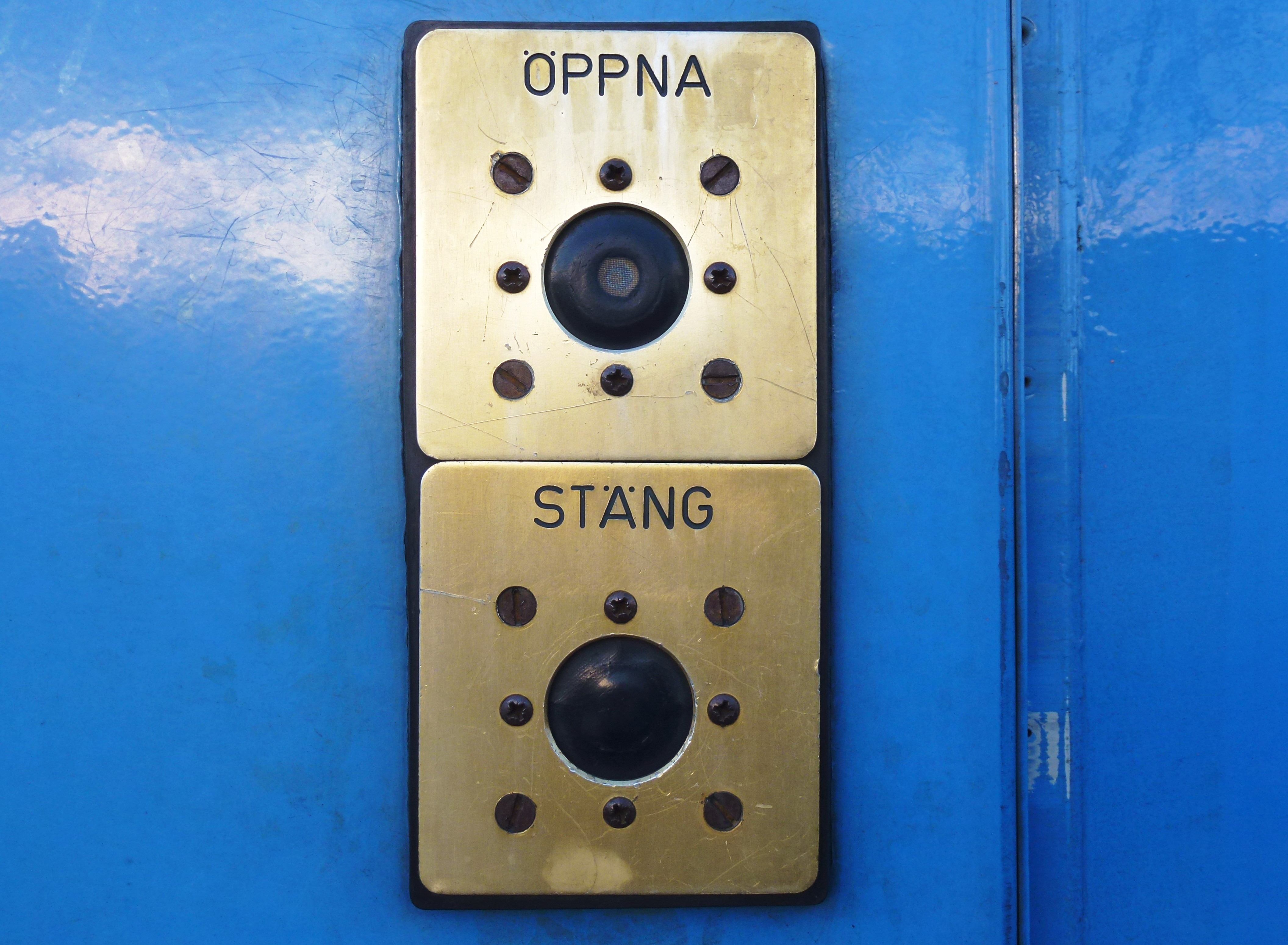
Öppna – Stäng

## Pågående upprustning

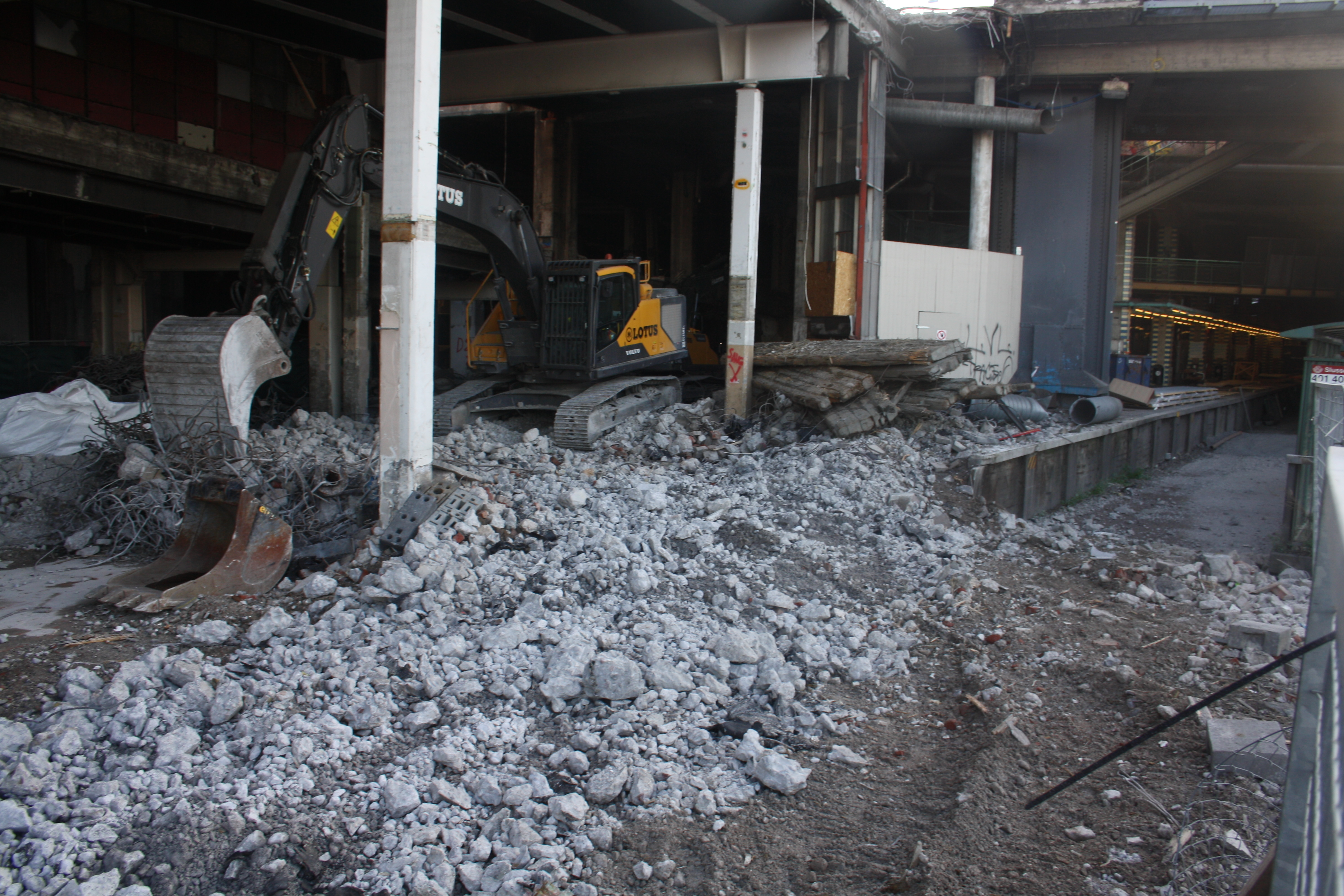
Arbete med Saltsjöbanan på Slussen under 2016

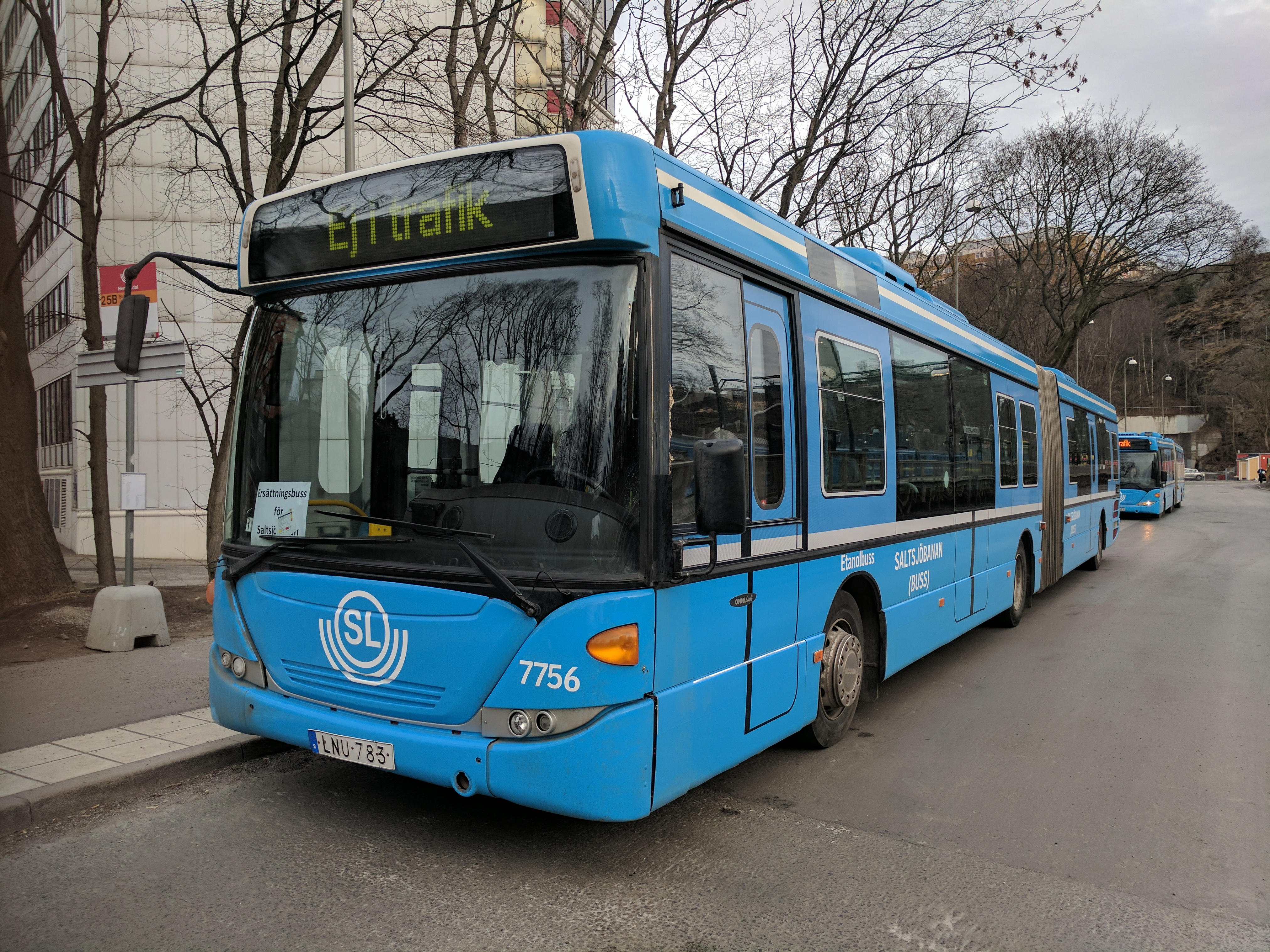
Ersättningsbuss färgad som en tågvagn

I september 2013 beslutade Stockholms läns landsting (nuvarande Region Stockholm) att satsa 1,257 miljarder kronor på en upprustning av Saltsjöbanan fram till 2021, och därmed förlänga banans livstid med 40–60 år.
Saltsjöbanan kommer att få nya mötesstationer i Slussen, Fisksätra och Tattby.  Syftet är att kunna utöka trafiken från 20 minuter i dagsläget till 12 minuters trafik. Efter sommaravstängningen 2016 fram till 2027 vänder Saltsjöbanans tåg i Henriksdal, under ombyggnaden av Slussen.  I Henriksdal har SL upprättat en större busshållplats i koppling till järnvägsstationen, där resenärer kan byta till ersättningsbuss för fortsatt resa till/från Slussen.
Tvärbanan förlängdes 2017 till Saltsjöbanan vid Sickla, med möjlighet till byte. Det är ingen spåranslutning mellan Tvärbanan och Saltsjöbanan.
Under 2019 kopplades säkerhetssystemet ATC in på Saltsjöbanan. 
Den 1 januari 2023 stängdes hela Saltsjöbanan av och ersattes med buss för att stationerna vid Fisksätra och Tattby skulle byggas om så de fick mötesspår. Planen var att trafiken skulle starta till Saltsjöbaden och Solsidan igen i februari 2024 med Fisksätra som tillfällig ändstation, och i september 2024 skulle i stället Saltsjö-Järla bli tillfällig ändstation, och från 2027 skulle tågen gå ända till Slussen. Men det blev förseningar, först den 15 december 2024 startade trafiken, med Saltsjö-Järla som tillfällig ändstation, och tågen kommer inte att gå ända till Slussen förrän 2028.

## Tidigare utbyggnadsplaner
En utbyggnad av Tvärbanan från Sickla udde till Slussen diskuterades länge under namnet Tvärbana Ost. Den ursprungliga tanken var att Tvärbanan och Saltsjöbanan skulle kopplas samman vid Sickla udde och få en gemensam infart till Slussen via flera nya tunnlar, dels en cirka 1 100 meter lång tunnel under Fåfängan, Danvikskanalen och Henriksdalsberget, dels en cirka 1 200 meter lång tunnel för att ersätta Stadsgårdstunneln. Saltsjöbanan skulle då också byggas om till snabbspårvägsstandard för att kunna trafikeras av samma vagntyp som Tvärbanan (huvudsakliga skillnaden är lägre perronghöjd). Ett förslag om en ny 26 meter hög högbro över Danvikskanalen avvisades av Stockholms stad av omgivningsestetiska skäl. Från Lugnet till Tegelviken skulle Tvärbanan och Saltsjöbanan ledas på en gemensam, nybyggd dubbelspårig spårväg längs nuvarande Värmdövägen, inklusive en nybyggd bro över eller tunnel under Danvikskanalen. En ny hållplats vid Danvikstorg skulle ersätta nuvarande Henriksdals station.[källa behövs] Projektet Danvikslösen är sedan 2011 avbrutet och skjutet på framtiden på grund av den höga kostnaden.

## Olyckor

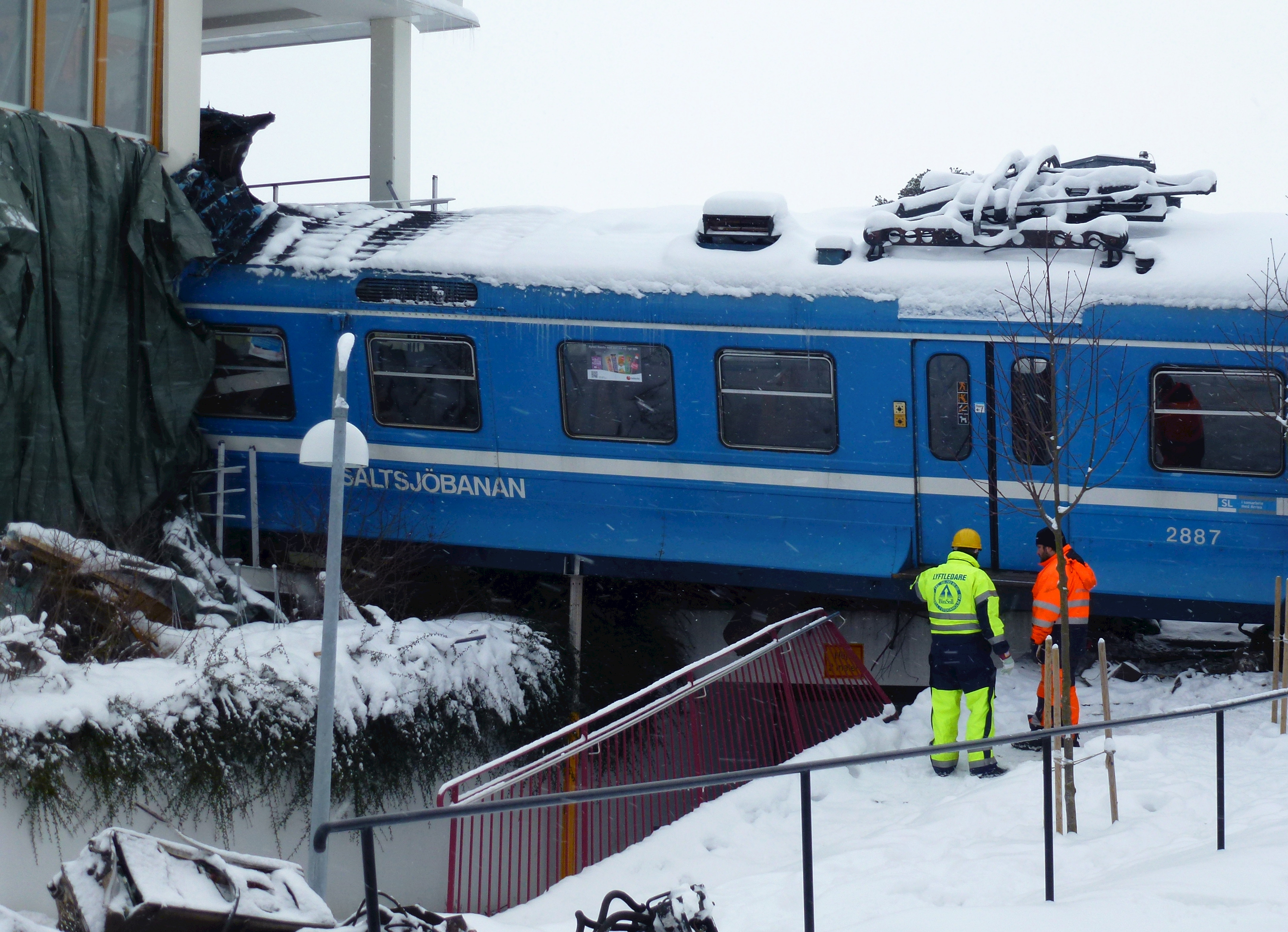
Saltsjöbadsolyckan, foto 17 januari 2013

### Kollisionen 1992
På morgonen den 5 september 1992 kolliderade två tåg på Saltsjöbanan vid Storängens hållplats i Nacka då ett av dem inte inväntat ett mötande tåg och kört förbi en stoppsignal. Händelsen inträffade kl. 8:05, i rusningstrafik, vilket innebar att det var många passagerare ombord på tågen. Trots det skadades ingen allvarligt.

### Saltsjöbadsolyckan 2013
Tidigt på morgonen den 15 januari 2013 kraschade ett skenande fyravagnarståg in i ett bostadshus efter plattformen vid Saltsjöbadens station. På tåget befann sig en städerska som vid kraschen klämdes fast och fick svåra skador. Städerskan var dock inte ansvarig för olyckan.

## Historiska bilder

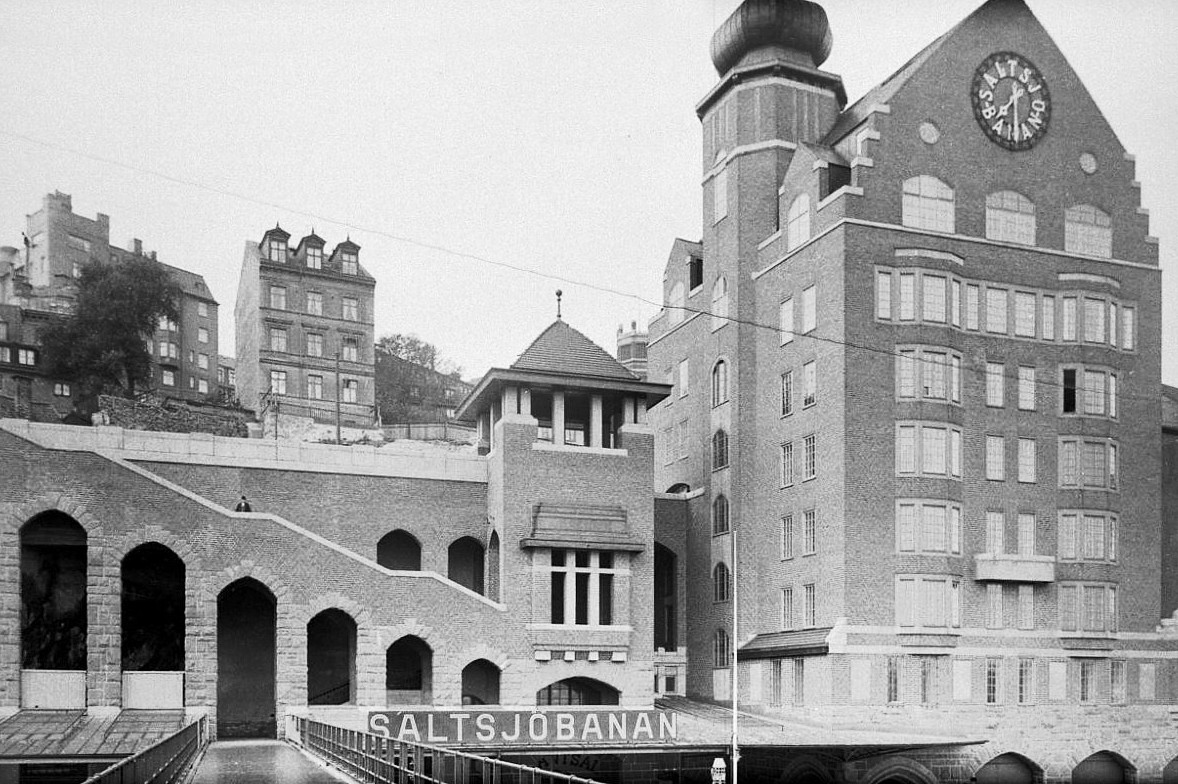
Stadsgårdens station 1914, nuvarande Sjömansinstitutets hus, var i bruk som stationshus åren 1913-1936.
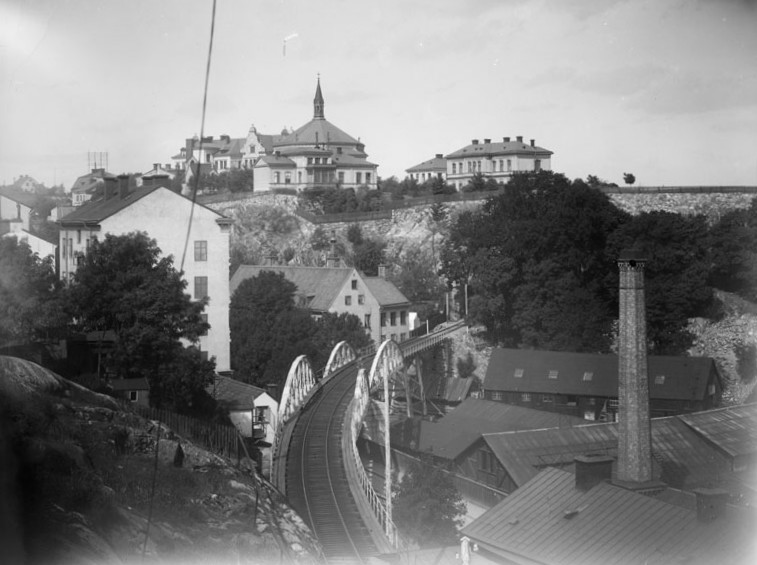
Viadukt över Folkungagatan 1896
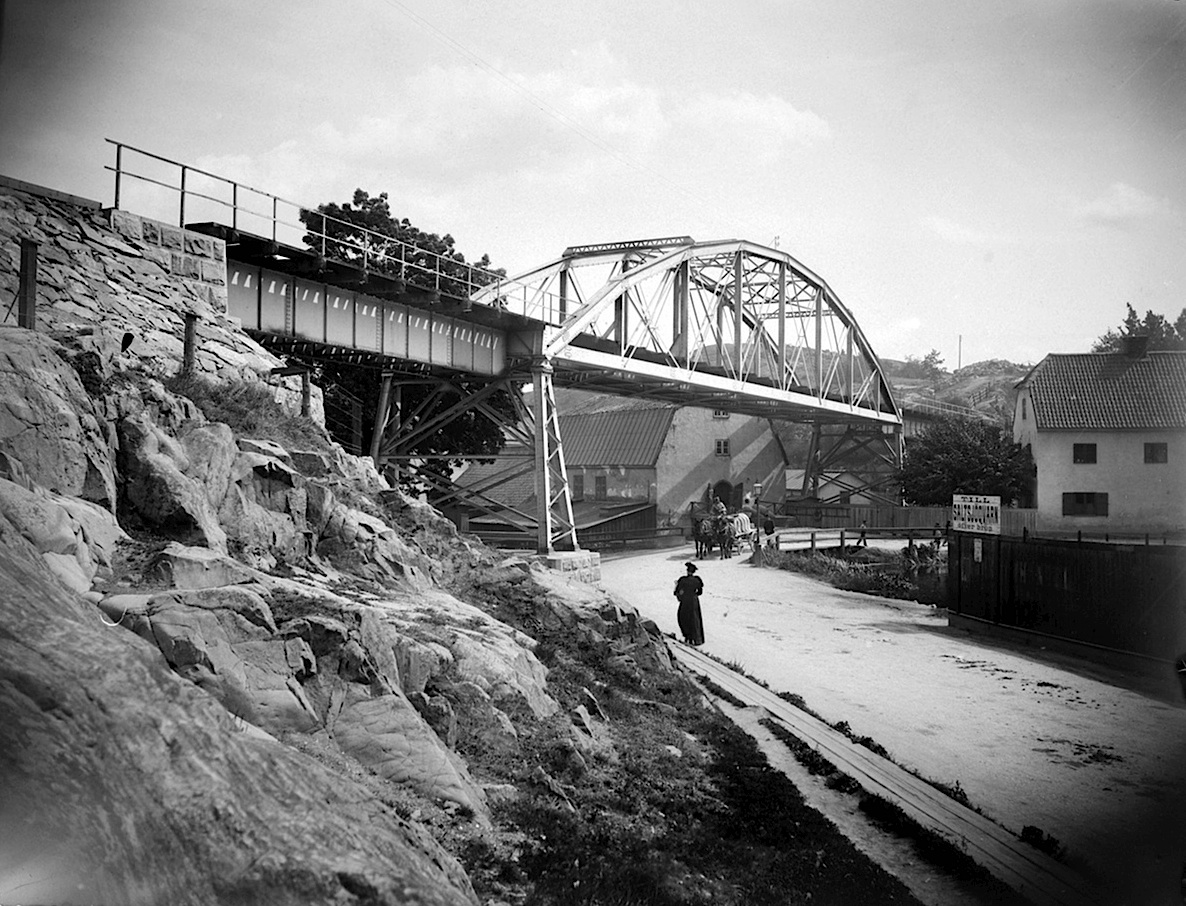
Viadukt vid Danvikens hospital 1896
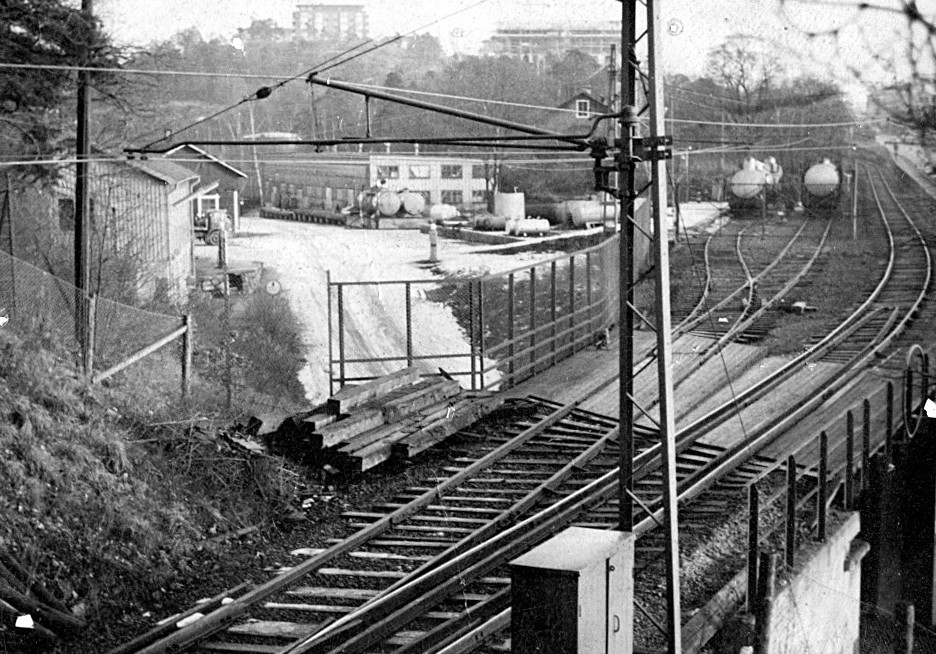
Dockans lastplats på 1960-talet
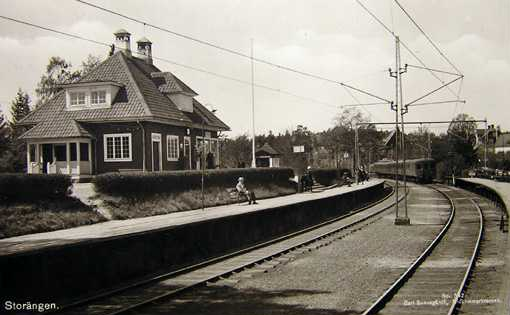
Storängens station, äldre vykort
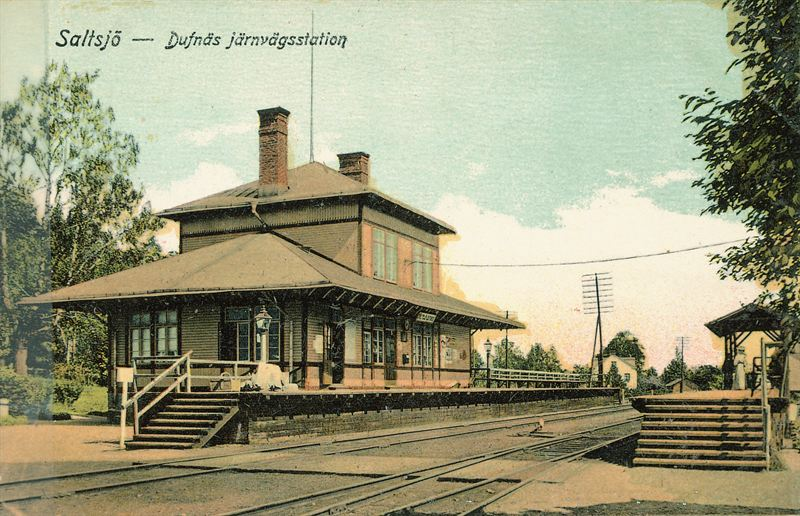
Stationshus i Saltsjö-Duvnäs
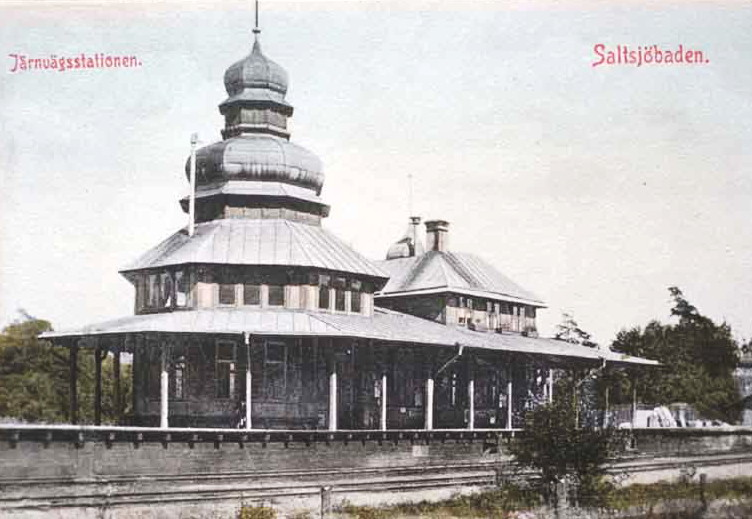
Gamla stationshuset i Saltsjöbaden
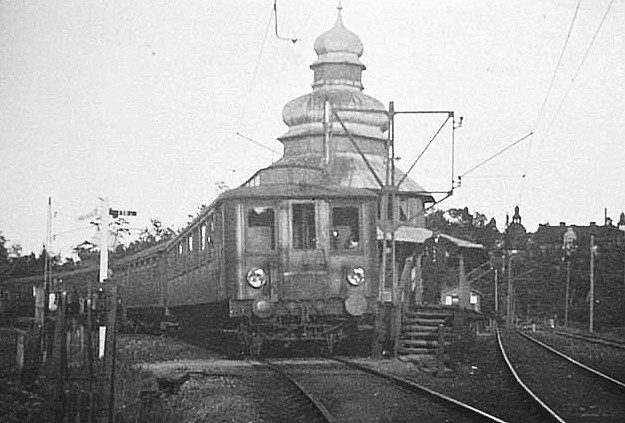
Elektrifierat tåg lämnar Saltsjöbaden

## Verkställande direktörer
- 1892–1896 Gustaf Oscar Wallenberg
- 1896–1910 Oscar Busch
- 1911–1913 Mats Hedlund
- 1913–1924 Fabian Wrede
- 1924–1931 Håkan Bodman
- 1931–1942 Johan Wilhelm Lindgren
- 1943–1946 Nils Bruce
- 1946–1962 Josef Andersson
- 1962–1966 Bo Klint